# 森田公一
森田 公一（もりた こういち、1940年〈昭和15年〉2月25日 - ）は、作曲家、歌手。北海道留萌市出身。1970年代には作曲家として、作詞家の阿久悠、編曲家の馬飼野俊一と組むことが多かった。

## 経歴
北海道留萌高校を卒業後、会社勤めをするが一年で退社。日本大学芸術学部に入学、作曲を学んだ。1965年、コーラスグループ原トシハルとB&B7に参加。ピアノおよび作・編曲を担当。68年には森山良子に「愛する人に歌わせないで」を提供した。1969年、森田公一とトップギャランを結成。71年にデビュー曲「恋のグアム島」を発売。
1971年　日本テレビ系列のオーディション番組『スター誕生!』の審査員を務めた。森田公一の意外な音楽性として、サミーやTANTANに提供したソウル、R&Bの楽曲が挙げられる。75年には萩原健一のアルバムに曲を提供。萩原主演のテレビドラマ『前略おふくろ様メインタイトル』も作曲した。
1976年、森田公一とトップギャランの「青春時代」が翌1977年に掛けて大ヒット。
1977年からTBSラジオで日曜朝8：05～9：00放送の『森田公一の青春ベストテン』のパーソナリティーを担当（1989年まで）。同番組のテーマ曲やサウンドステッカーも森田のピアノによるものだった。
2010年、デビュー40周年記念「GOLDEN☆BEST 森田公一 ヒット&シングルコレクション」発売。

## 出演番組
- 森田公一の青春ベストテン（TBSラジオ）[1]
- 森田公一の青春バンザイ（文化放送）

## ディスコグラフィー（歌唱作品）
「森田公一とトップギャラン」名義の作品は森田公一とトップギャランを参照。

### シングル
| 発売日                             | 品番                     | 面                       | タイトル                                | 作詞                     | 作曲                     | 編曲                     |
| CBS・ソニー 森田公一名義           | CBS・ソニー 森田公一名義 | CBS・ソニー 森田公一名義 | CBS・ソニー 森田公一名義                | CBS・ソニー 森田公一名義 | CBS・ソニー 森田公一名義 | CBS・ソニー 森田公一名義 |
| ---------------------------------- | ------------------------ | ------------------------ | --------------------------------------- | ------------------------ | ------------------------ | ------------------------ |
| 1982年8月25日                      | 07SH-1201                | A                        | 愚か者の詩                              | 山上路夫                 | 森田公一                 | 川口真                   |
| 1982年8月25日                      | 07SH-1201                | B                        | 墜ちてゆくマリー                        | 山上路夫                 | 森田公一                 | 川口真                   |
| BMGビクター 森田健作・森田公一名義 |                          |                          |                                         |                          |                          |                          |
| 1991年8月21日                      | BVDH-8                   | 1                        | モリタはスゴイ!                         | 伊藤アキラ               | 森田公一                 | 森田公一                 |
| 1991年8月21日                      | BVDH-8                   | 2                        | モリタはスゴイ!（オリジナル・カラオケ） | -                        | 森田公一                 | 森田公一                 |
| 1991年8月21日                      | BVDH-8                   | 3                        | モリタはスゴイ!（インストゥルメンタル） | -                        | 森田公一                 | 森田公一                 |

## 作品

### あ行
- 逢川まさき
  - 「しのび逢い」（2009年）
- 相本久美子
  - 「小さな抵抗」（1974年）
  - 「1と5」（1975年）
  - 「初夏景色」（1976年）
- アグネス・チャン
  - 「ひなげしの花」（1972年）
  - 「小さな恋の物語」（1973年）
  - 「恋人たちの午後」（1975年）
  - 「愛の呪文」（1981年）
- アパッチ
  - 「恋のブロックサイン」（1977年）
  - 「あまったれ」（1977年）
- あべ静江
  - 「雨をみていた人」（1975年）
- 天地真理
  - 「ひとりじゃないの」「虹をわたって」（1972年）
  - 「若葉のささやき」「恋する夏の日」「空いっぱいの幸せ」（1973年）
  - 「恋人たちの港」「恋と海とTシャツと」「想い出のセレナーデ」「木枯らしの舗道」（1974年）
  - 「愛のアルバム」（1975年）
  - 「愛・つづれ織り」（1979年）
- 新井満
  - 「ワインカラーのときめき」（1977年）
- 五十嵐じゅん
  - 「ひみつのお別れ」（1972年）
- 石川秀美
  - 「恋はサマー・フィーリング」（1983年）
- 石野真子
  - 「春ラ！ラ！ラ！」（1980年）
- 伊東ゆかり
  - 「明日、めぐり逢い」（1993年）（『女と男 聞けば聞くほど…』EDテーマ）
- 稲川淳二
  - 「花の女子大数え唄」（1984年）
- 大杉久美子
  - 「ドン・チャックといっしょに」（1975年）（アニメ『ドン・チャック物語』主題歌）
- 大竹しのぶ
  - 「しゃかりきパラダイス」（1992年）（アニメ『チロリン村物語』OPテーマ）
- 岡田奈々
  - 「くちづけ」（1975年）
  - 「青春の坂道」（1976年）
  - 「そよ風と私」「らぶ・すてっぷ・じゃんぷ」「求愛専科」（1977年）
- 小沢亜貴子
  - 「前略この度引越しました」（1995年）
- 小原重彦と藤本房子
  - 「ゴクロウサン」（1976年、『みんなのうた』）

### か行
- 笠井マリ
  - 「娘のきもち」「日ぐれの少女」（1973年）
- 春日八郎
  - 「或る女/ふるさとの女」（1976年）
  - 「その後のお富さん/再会お富」（1984年）
- 加藤久仁彦とトップギャラン
  - 「青春紙風船」（2011年）
- 加茂晴美
  - パンダ・ダ・パ・ヤッ（1983年、『みんなのうた』）
- 河島英五
  - 「時代おくれ」（1986年）
- 北村優子
  - 「若草のデート」（1976年）
- キャンディーズ
  - 「あなたに夢中」（1973年）
  - 「そよ風のくちづけ」「危い土曜日」（1974年）
  - 「ハートのエースが出てこない」（1975年）
- 具志堅用高
  - 「拳」（1979年）
- 栗田ひろみ
  - 「太陽のくちづけ」（1973年）
  - 「初恋の散歩道」（1973年）
- 研ナオコ
  - 「京都の女の子」（1972年）
  - 「こんにちわ男の子」（1972年）
  - 「女心のタンゴ」（1973年）
  - 「うわさの男」（1974年）
  - 「㐧三の女」（1974年）
- 小林旭
  - 「さすらいの道」（1977年）
  - 「夢ん中」（1978年）-『江戸プロフェッショナル・必殺商売人』『必殺からくり人・富嶽百景殺し旅』主題歌）
- 小柳ルミ子
  - 「春のおとずれ」 (1973年)
  - 「四季」 (1976年)

### さ行
- 西城秀樹
  - 「できないよ!」（1973年-『青春に賭けよう』SIDE A3）
  - 「禁じられた恋」（1973年-『エキサイティング秀樹』SIDE B5）
- 榊原郁恵
  - 「バス通学」（1977年）
  - 「わがまま金曜日」（1977年）
- 桜田淳子
  - 「黄色いリボン」「はじめての出来事」（1974年）
  - 「十七の夏」「天使のくちびる」「ゆれてる私」（1975年）
  - 「泣かないわ」「夏にご用心」（1976年）
  - 「気まぐれヴィーナス」（1977年）
- サミー
  - 「ストップアンドシューター」（1972年）
- 沢田研二
  - 「朝焼けへの道」「悲しき船乗り」「夕映えの海」「よみがえる愛」「ある青春」「ララバイ・フォー・ユー」（1973年、アルバム『JULIE VI ある青春』）
- 清水由貴子
  - 「いつか秋」（1987年）
- 下成佐登子
  - 「花のささやき」（1985年）- アニメ『小公女セーラ』OPテーマ
  - 「ひまわり」（1985年）- アニメ『小公女セーラ』EDテーマ
- 朱里エイコ
  - 「見捨てられた子のように」（1973年）
- 菅原洋一
  - 「乳母車」（1975年）
- 菅原洋一＆シルヴィア
  - 「アマン」（1983年）

### た行
- ダーク・ダックス
  - 「北の大地」- JR北海道社歌
- TANTAN
  - 「ハッピーデイ」（1973年）
- ちあきなおみ
  - 「ねえ、あんた」

### な行
- 西田敏行
  - 「こんな日がほしかった」（1984年、『みんなのうた』）
- ノンストップ
  - 「ワイルドセブン」「つむじかぜ」（1972年）- TVドラマ『ワイルド7』オープニングおよびエンディング

### は行
- 萩原健一
  - 「美（うる）わしのカンバセ」（1975年）
  - 「前略おふくろ」（1975年）：前略おふくろ様のテーマとは異なる曲
- パティ
  - 「スコール・ラヴ」（1981年）
- 林寛子
  - 「白い窓辺」
  - 50・50（フィフティ・フィフティ）
- ヒデ夕樹
  - 「青春の旅立ち」（1978年）-『スターウルフ』主題歌
  - 「さすらいのスターウルフ」（1978年）-『スターウルフ』エンディングテーマ

### ま行
- 町田義人
  - 「10億光年の愛」（1980年）-『サイボーグ009 超銀河伝説』主題歌
- 松尾ジーナ
  - 「気ままなジーナ」（1971年）
  - 「月影のメロディー」（1972年）
- 水森亜土とトップギャラン
  - 「南の島のハメハメハ大王」（1976年、『みんなのうた』）
- 美空ひばり
  - 「あやとり/晩秋平野」（1976年）
- 森昌子
  - 「記念樹」（1973年）
  - 「海へ来て」（1984年、『みんなのうた』）
- 森田公一
  - 「青雲のうた」（日本香堂『青雲（せいうん）』CMソング）
  - 「愚か者の詩」「堕ちてゆくマリー」（CBS・ソニー、07SH-1201）
- 森田公一とトップギャラン
  - 「下宿屋」（1975年）
  - 「青春時代」（1976年）- 1992年に「森田公一とトップギャランII」名義でリメイク
  - 「想い出のピアノ」「過ぎてしまえば」（1977年）
  - 「阿波の狸」（1978年）ふるさとカーニバル　阿波の狸まつり　テーマソング
  - 「北国放浪」（1978年、『みんなのうた』）
- 森田公一・森田健作
  - 「モリタはスゴイ！」（1991年8月21日、BGMビクター/RCA、BVDH-8）- 中日ドラゴンズ投手・森田幸一応援歌
- 森山良子
  - 「愛する人に歌わせないで」（1968年）- 作詞も

### や行以降
- 由美かおる
  - 「炎の女」（1973年）
  - 「ジャンポ! (JAMPO)」（1974年）-『スターむりむりショー』エンディング・テーマ
- 吉田真梨
  - 「恋人がいても」（1977年）
- ザ・リリーズ
  - 「水色のときめき」（1975年）
  - 「好きよキャプテン」（1975年）
- ロコとエッコ
  - 「かなしみ発 しあわせ行き」(1979年)
- 和田アキ子
  - 「夏の夜のサンバ」
  - 「あの鐘を鳴らすのはあなた」（1972年）
  - 「もう一度ふたりで歌いたい」（1986年）

### テレビドラマ音楽
- 前略おふくろ様メインタイトル（1975年）
- 『おこれ!男だ』『TOKYO DETECTIVE 二人の事件簿』必殺シリーズ（『江戸プロフェッショナル・必殺商売人』『必殺からくり人・富嶽百景殺し旅』）劇伴音楽

### テレビアニメ音楽
- 小公子セディ 劇伴音楽（1988年）

### その他
- 札幌大学校歌（作曲）
- 留萌千望高等学校校歌
- 札幌市立藤野中学校校歌
- 札幌日本大学高等学校校歌（作曲）
- 夕張緑ケ丘実業高校校歌（1992年）
- JR東日本社歌「明け行く空に」（作曲）（1987年）
- EDWIN 社歌（作曲）
- 小田急OX社歌「オダキューOXグループのうた」
- 株式会社 明治「明治ブルガリアヨーグルト」CMソング（作曲）
- ロータスクラブロータスクラブの歌「友だちになろう」
- 大阪工業大学学園校友会 校友会の歌「さぁ、手を振ろう」（作曲）
- 長野県豊科町（現・安曇野市）夏祭り「あづみ野ばやし」（作曲）(1980年)
- コミックスイメージ・アルバム「摩利と新吾」（作曲）(1983年)

## 作品集
- GOLDEN☆BEST 森田公一 ヒット&シングルコレクション - MHCL 1694/5　ソニー・ミュージックダイレクト 2010年1月20日発売